# (15396) Howardmoore
(15396) Howardmoore (1997 UG2) – planetoida z pasa głównego asteroid okrążająca Słońce w ciągu 4,4 lat w średniej odległości 2,68 j.a. Odkryta 24 października 1997 roku.